# أدريان تودور
أدريان تودور (بالرومانية: Adrian Tudor)‏ مواليد 13 مارس 1985 في كونستانتسا، هو لاعب كرة سلة روماني. بدأ مسيرته الاحترافية في سنة 2004. يلعب كلاعب هجوم خلفي. يحمل الرقم 22. يبلغ طوله 6 قدم 1 بوصة (1.9 م). لعب مع نادي بيتيشت لكرة السلة في الدوري الروماني لكرة السلة.

## روابط خارجية
- أدريان تودور على موقع كرة السلة الأوروبية.كوم (الإنجليزية)